# Нарок (округ)
Нарок (англ. Narok) — один из 47 округов (county, до 2013 года — district), админитстративно-территориальных единиц первого уровня Кении. До 4 марта 2013 года входил в бывшую провинцию Рифт-Валли и был по административному делению 2007 года одним из 70 округов, административно-территориальных единиц второго уровня Кении. Административный центр — Нарок. Население 850 920 человек по данным переписи 2009 года. Площадь 17 921,2 квадратных километров. Включает шесть избирательных округов, от которых выбираются представители в Национальную ассамблею Кении, нижнюю палату парламента Кении.
Округа Нарок и Каджиадо и области на северо-западе Танзании (Аруша и другие) являются Масаилендом (Maasailand), областью, населённой народом масаи, которая имеет наиболее благоприятные условия для развития скотоводства в Восточной Африке. В отличие от масаев округа Каджиадо, масаи округа Нарок не меняют традиционный образ жизни. Из-за прироста населения земледельцы округов Кисии, Сиайя, Керичо, Накуру и Мачакос переходят на земли масаев в округа Каджиадо и Нарок. В 1969 году в округе Нарок проживало около 67 тысяч человек. В 1969—1979 гг. число жителей округов Нарок и Каджиадо увеличилось, соответственно, на 68 и 74%, причем за счет масаев только на 42 и 58%. В результате площадь естественных пастбищ масаев ещё более сократилась и оказалась не в состоянии обеспечивать кормами возросшее поголовье скота. Во время засухи 1972—1974 гг. в округе Нарок погибло 90% скота масаев, а в засушливые 1983—1984 гг. в округе Каджиадо племя потеряло 78% крупного рогатого скота. В 1979 году в округе Нарок проживало 210 тысяч человек, в 1989 году — 402 тысячи человек, плотность соответственно составляла 8 и 11 человек на квадратный километр. Для скота масаев эти земли зачастую важный источник пропитания в сухой сезон, для земледелия же они низкокачественны и неполноценны. В лучше орошаемых областях земли масаев участки пастбищ преобразуют в огороженные скотоводческие ранчо или фермы по выращиванию пшеницы, принадлежащие либо влиятельным членам скотоводческой общины (как в округах Каджиадо и Самбуру), либо предпринимателям-нескотоводам, как в округах Нарок и Лайкипиа.
В 1979 году общая численность крупного рогатого скота в округе Нарок составляла 66 700 голов, из них 46% составляли коровы, 15% — тёлки, 17% — быки, 22% — телята.
Изгнанию скотоводов-масаев со значительной части Рифт-Валли в округа Нарок и Каджиадо способствовала базовая земельная политика британского правительства. После провозглашения независимости в 1963 году, кенийское правительство стало поощрять приватизацию общинных земель, развивая индивидуализацию частного владения скотоводческими ранчо и фермами по производству пшеницы в округах Нарок, Каджиадо и Самбуру. Кенийское правительство стало выделять лучшие участки земли школьным учителям, скотопромышленникам, лавочникам и чиновникам, новым «бигменам» (илайгуанани киток). По Акту о групповых представителях от 1968 года стало развиваться создание «групповых ранчо», так как большая часть земли масаев слишком скудна для индивидуального использования. В округе Каджиадо было создано 27 групповых ранчо, в Нароке — 10, в Самбуру — 5. В 1970—1980-е годы в землях масаев увеличилось товарное земледелие и скотоводство. На склоне Мау в округе Нарок, регионе с лучшим водоснабжением в 1980—1985 гг. было продано, арендовано или нанято под фермы, выращивающие пшеницу и ячмень 320 тысяч гектаров земли.
Округ пересекает река Мара. На землях масаи, в 60 километрах к юго-западу от города Нарок у границы с Танзанией находится один из крупнейших кенийских заповедников Масаи-Мара, который граничит с национальным парком Серенгети в Танзании. Львы и другие хищники в округе Нарок уничтожают в среднем 4000 гну, из них 2500 взрослых.
Женское обрезание является обычной практикой в Кении и наиболее распространено в округах Нарок и Кисии. Женское обрезание у нилотских народов Восточной Африки совершается при инициации, обряд называется «эмората» (emorata).
В районе города Нарок проживают 50 носителей вымирающего языка омотик ветви омотик-датога, относящихся к одному из так называемых племён «доробо».

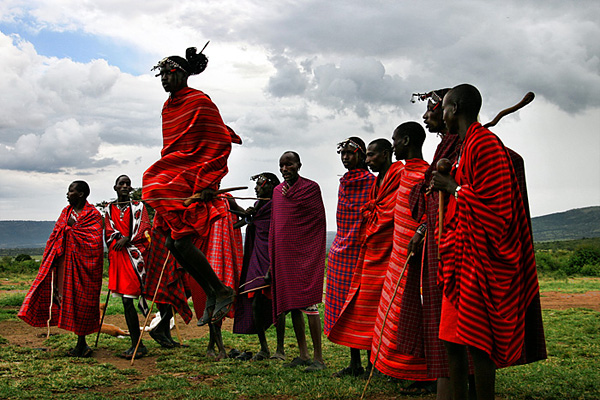
Танцы масаи
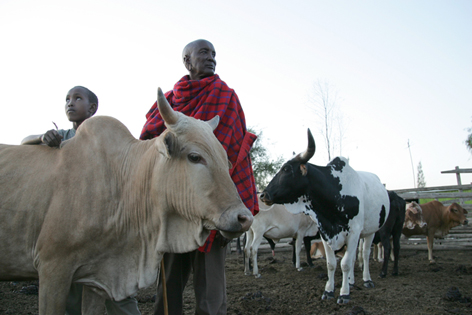
Масаи и их коровы
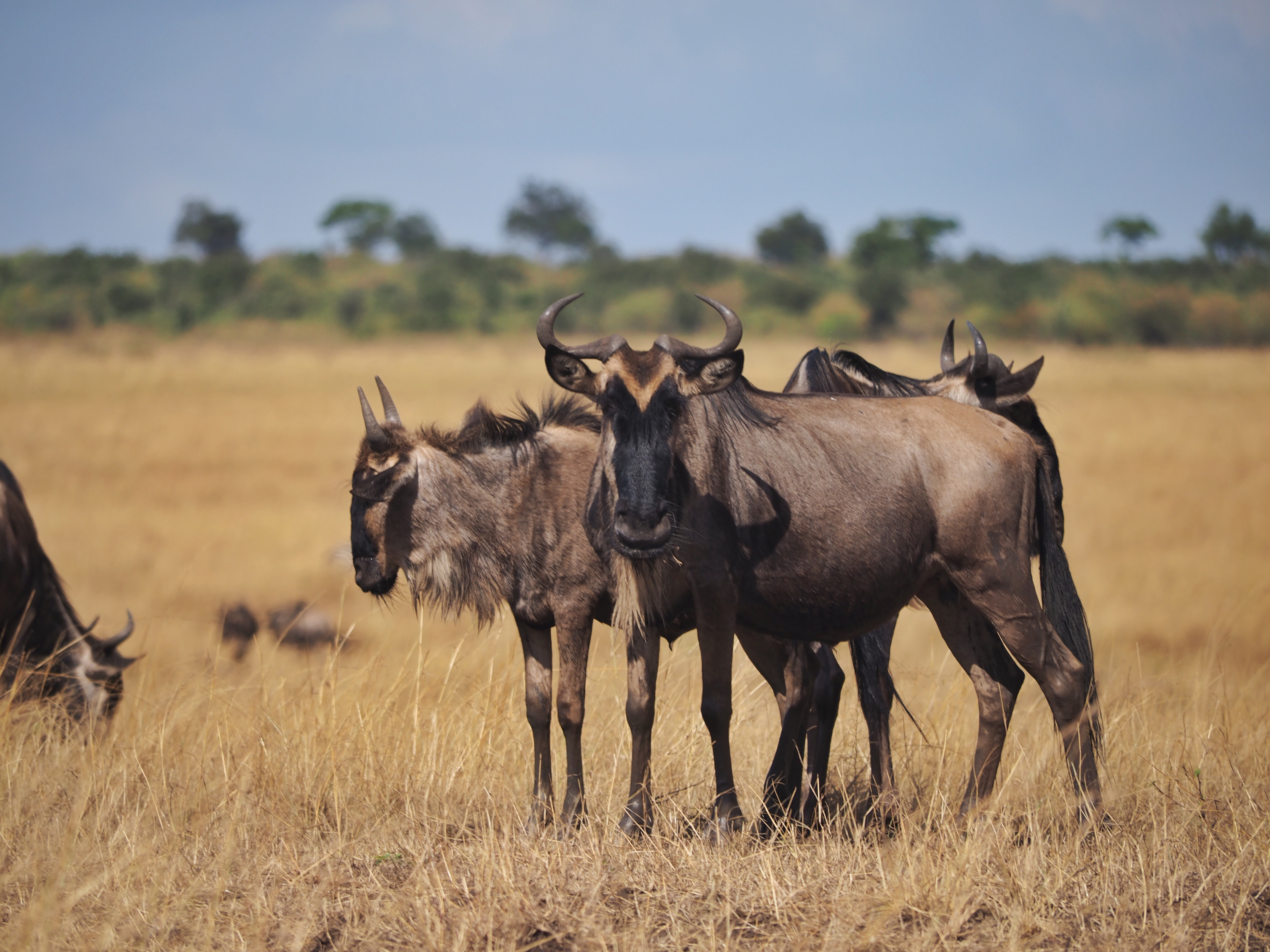
Голубой гну в заповеднике Масаи-Мара
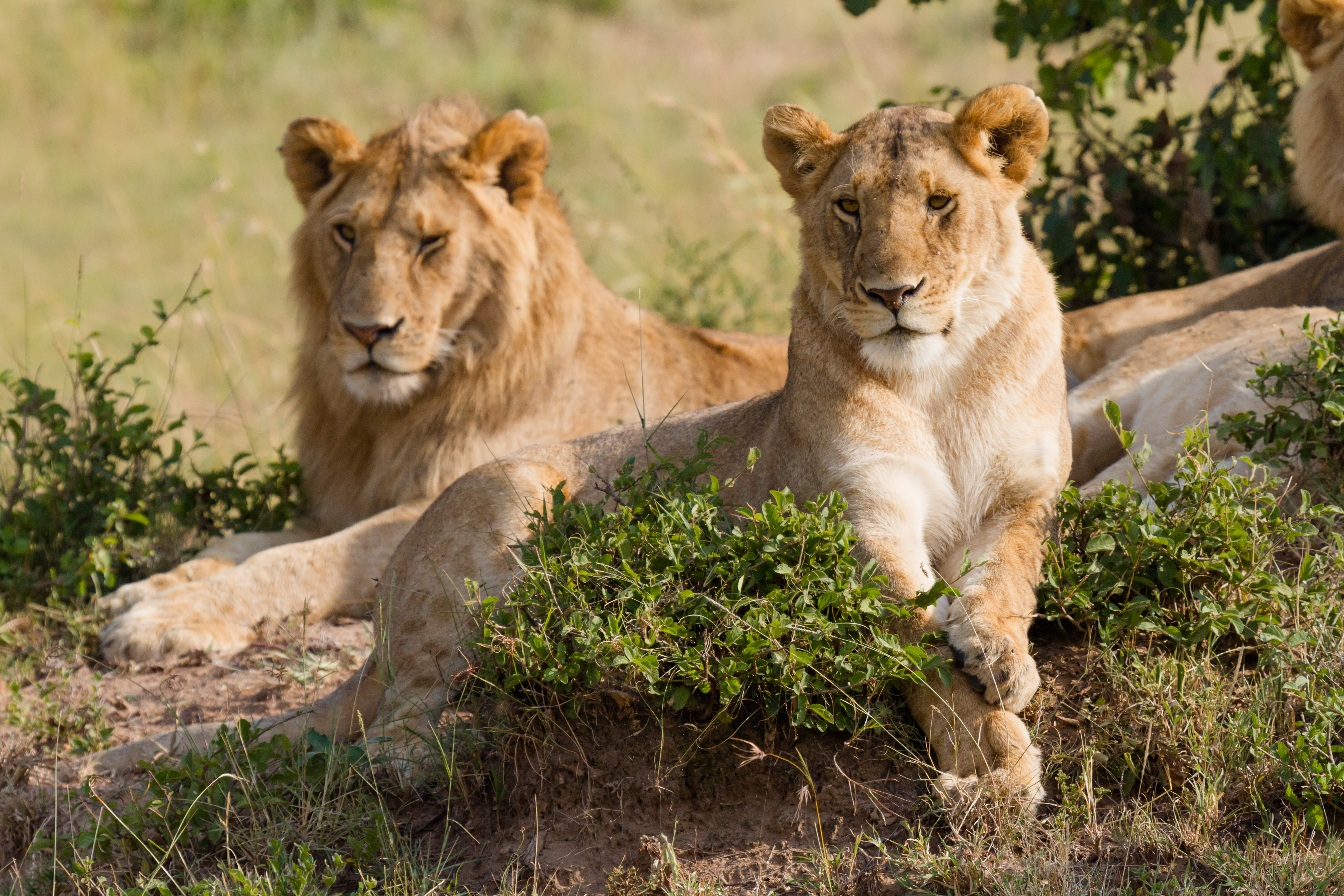
Львы в заповеднике Масаи-Мара